# Yuri Zhevnov
Yuri Zhevnov (17 de Abril de 1981, Dobrush) é um ex-futebolista e atual treinador de goleiros bielorrusso.